# Slash Records
Slash Records war eine amerikanische Plattenfirma aus Los Angeles, die anfänglich Musik örtlicher Punk-Bands veröffentlichte. Das Label bestand von 1978 bis 2000 und dann wieder von 2003 bis 2018, und es war eine der ersten unabhängigen und erfolgreichen Firmen im Bereich der alternativen Musik, bevor es schließlich im Jahr 2000 an die Warner Music Group überging.

## Geschichte
Gegründet wurde das Label 1978 von Bob Biggs, einem Maler. Die erste Veröffentlichung war die Single Lexicon Devil der Band Germs, der 1979 eine LP derselben Band folgte. Im Jahr 1980 erschien das erste Album von X bei Slash. Nachdem der Vertrieb von Slash 1981 pleitegegangen war, wurde ein Vertrag mit Warner Bros. geschlossen.
Ab Mitte der 1980er Jahre veröffentlichte Slash auch Musiker und Bands, die nicht aus Südkalifornien kamen und brachte beispielsweise 1984 Hallowed Ground, die zweite LP der Violent Femmes heraus sowie Alben von Robyn Hitchcock und Burning Spear.
Im Jahr 1986 wurde das Label an London Records verkauft. Die Universal Music Group, die 2000 durch den Zusammenschluss von MCA und PolyGram (wozu auch London Records gehörte) entstand, schloss Slash als aktives Label. Roger Ames, der Vorsitzende von London Records, wechselte zur Warner Music Group, behielt jedoch die Rechte an London und Slash. Der Backkatalog von Slash wurde schließlich (mit Ausnahme von Rammstein) von Warner erworben. Im Jahr 2003 gab Ames die Lizenz für den Namen Slash zurück an Bob Biggs, der das Label neu gründete.
Seit 2018 ist Slash nur noch ein Reissue-Label. Zwischen 2016 und 2017 verkaufte Warner Music die Rechte an mehreren ehemaligen Slash-Künstlern, darunter die der Violent Femmes, an Concord Music und von Grant Lee Buffalo an Chrysalis Records.
Bob Biggs starb im Oktober 2020.

## Bedeutende Bands und Musiker
- Asian Dub Foundation
- The Blasters
- BoDeans
- Burning Spear
- The Del Fuegos
- Dream Syndicate
- Failure
- Faith No More
- Fear
- The Flesh Eaters
- The Germs
- Grant Lee Buffalo
- Green on Red
- The Gun Club
- Imperial Teen
- L7
- Los Lobos
- Misfits
- The Chills
- The Plugz
- Rammstein
- Rank and File
- Sons of Freedom
- Soul Coughing
- Violent Femmes
- The Wild Flowers
- X